# Estrela d'Or
L'Estrela d'Or (o Estrella d'Or) és la Condecoració de l'Estat més alta en la Unió Soviètica i els variats estats post-soviètics. Els títols que adjudicats amb la condecoració van ser l'antic Heroi de la Unió Soviètica i els actuals Heroi de Belarús, Heroi de la Federació Russa i Heroi d'Ucraïna.
Va ser establerta pel decret del Presídium del Soviet Suprem de l'URSS l'1 d'agost de 1939 (va ser anomenat "Heroi de la Unió Soviètica" fins al 16 d'octubre de 1939). La medalla és una estrella d'or que penja d'una cinta del color de la bandera del país (roja per l'URSS; blanca/blava/roja per la Federació Russa). Penja en el costat esquerre del pit sobre la resta d'ordes i medalles
La medalla és concedida per èxits extraordinaris en el servei militar o en el Ministeri d'Assumptes Interns (MVD). Pot ser concedida en diverses ocasions: Aleksandr Pokrixkin i Ivan Kojedub (asos de l'aviació de la Segona Guerra Mundial amb 59 i 62 derrocaments, respectivament) van ser famosos per guanyar-se tres Estreles d'Or cadascú. En els últims anys dels soviètics, van ser principalment els cosmonautes els qui, majoritàriament, van rebre la concessió.
La concessió va perdre quelcom del seu sentit quan els líders Soviètics després de Ióssif Stalin van començar a entregar-se a si mateixos Estrelles d'Or. Leonid Bréjnev en va rebre quatre durant la seua vida. Recentment, les dues guerres de Txetxènia (1994–1996 i 1999-...) van crear molts Herois de la Federació Russa, principalment entre la milícia i els homes de servei del MVD.